# محوطه پیشین ۱
محوطه پیشین ۱ مربوط به دوره اشکانیان است و در شهرستان سرباز، بخش پیشین، دهستان پیشین، روستای پیشین واقع شده و این اثر در تاریخ ۲۷ اسفند ۱۳۸۷ با شمارهٔ ثبت ۲۶۲۰۳ به‌عنوان یکی از آثار ملی ایران به ثبت رسیده است.